# Río Almaș (Bistrița)
El Almaș es un afluente por la derecha del río Cracău en Rumania. Desemboca en el Cracău cerca de Verșești. Su longitud es de 22 km y el tamaño de su cuenca es de 86 km².